# Kolari (Zajasz)
Kolari (macedónul: Колари, albánul Kollara) település Észak-Macedóniában, a Délnyugati körzet Kicsevói járásában, 2013-ig a Zajaszi járás része volt, ami teljes egészében beolvadt a Kicsevói járásba.

## Népesség
| Lakosok száma | 430  | 487  | 582  | 695  | 870  | 5    | 732  | 880  | 421  |
|               | 1948 | 1953 | 1961 | 1971 | 1981 | 1991 | 1994 | 2002 | 2021 |

2002-ben 880 lakosa volt, akik közül 879 albán és 1 macedón.